# UTC+6
UTC+6 — шостий часовий пояс, центральним меридіаном якого є 90 сх. д. Час тут на 6 годин випереджає всесвітній час та на чотири — київський.
Географічні межі поясу:
- східна — 97°30' сх. д.
- західна — 82°30' сх. д.

Відповідно, він охоплює центральну смугу Євразії — Красноярський край Росії, захід Китаю та схід Індії.
У навігації позначається літерою F (Часова зона Фокстрот)

## Інші назви
Єкатеринбурзький час

## Використання

### Протягом усього року
- Бангладеш
- Британська Територія в Індійському Океані
- Бутан
- Киргизстан
- Росія
  - Омська область
- КНР (неофіційно)
  - Синцзянь-Уйгурський автономний район
  - Тибетський автономний район

### З переходом на літній час
Зараз не використовується

### Як літній час
Зараз не використовується

## Історія використання
Додатково UTC+6 використовувався:

### Як стандартний час
- Австралія
  - Моусон (антарктична станція)
- КНР
  - Синцзянь-Уйгурський автономний район
  - Тибетський автономний район
- Казахстан
  - Астана (до 2024)
  - Алмати (до 2024)
  - Акмолинська область (до 2024)
  - Алматинська область (до 2024)
  - Східноказахстанська область (до 2024)
  - Жамбилська область (до 2024)
  - Карагандинська область (до 2024)
  - Костанайська область (до 2024)
  - Кизилординська область (до 2018)
  - Павлодарська область (до 2024)
  - Південно-Казахстанська область (до 2024)
  - Північноказахстанська область (до 2024)
- Росія
  - Республіка Алтай (до 2016)
  - Республіка Башкорстан (до 2014)
  - Республіка Тива (1991-1992)
  - Республіка Хакасія (1991-1992)
  - Алтайський край (до 2016)
  - Красноярський край (1991-1992)
  - Пермський край (до 2014)
  - Кемеровська область (1991-1992, 2010-2011, 2014-2016)
  - Курганська область (до 2014)
  - Новосибірська область (до 2016)
  - Омська область
  - Оренбурзька область (до 2014)
  - Свердловська область (до 2014)
  - Томська область (до 2016)
  - Тюменська область (до 2014)
  - Челябінська область (до 2014)
- Таджикистан (до 1991)
- Узбекистан (до 1991)
  - Ташкент
  - Андижанська область
  - Наманганська область
  - Сирдар'їнська область
  - Сурхандар'їнська область
  - Ферганська область

### Як літній час
- Казахстан
  - Актюбінська область
  - Атирауська область
  - Західноказахстанська область
  - Мангістауська область
- Пакистан
- Таджикистан
- Туркменістан
- Узбекистан
- Росія*
  - Республіка Башкорстан
  - Республіка Комі
  - Пермський край
  - Архангельська область
    - Ненецький автономний округ

  - Курганська область
  - Омська область
  - Оренбурзька область
  - Свердловська область
  - Тюменська область
  - Челябінська область